# Rezultatele echipei naționale de fotbal a Angliei (1960-1979)
| · Rezultatele echipei naționale de fotbal a Angliei |
| --- |
| - 2000–prezent (Meciurile 764 →) - 1980–1999 (Meciurile 536 – 763 - 1960–1979 (Meciurile 337 – 535 - 1930–1959 (Meciurile 169 – 336) - 1900–1929 (Meciurile 68 – 168) - 1872–1899 (Meciurile 1 – 67) - meciuri neoficiale |

Aceasta este lista rezultatelor echipei naționale de fotbal a Angliei din 1960 până în 1979 (Meciurile 338 – 536).

## Anii 1960

### 1960
| 19 aprilieHome Championship | Scoția     | 1–1    | Anglia              | Glasgow, Scoția                                                           |  |
| Match 338                   | Leggat 16' | Report | Charlton 49' (pen.) | Stadion: Hampden Park Spectatori: 129.783 Arbitru: Jeno Szranko (Ungaria) |  |

| 11 maiMeci amical | Anglia                             | 3–3    | Iugoslavia                | Londra, Anglia                                                               |  |
| Match 339         | Douglas 43' Greaves 48' Haynes 89' | Report | Galić 31', 60' Kostić 80' | Stadion: Wembley Spectatori: 60.000 Arbitru: Robert Holley Davidson (Scoția) |  |

| 15 maiMeci amical | Spania         | 3–0    | Anglia | Madrid, Spania                                                                 |  |
| Match 340         | Martínez Peiró | Report |        | Stadion: Santiago Bernabéu Spectatori: 77.000 Arbitru: Albert Dusch (Germania) |  |

| 22 maiMeci amical | Ungaria | 2–0    | Anglia | Budapesta, Ungaria                                                         |  |
| Match 341         | Albert  | Report |        | Stadion: Népstadion Spectatori: 90.000 Arbitru: Concetto Lo Bello (Italia) |  |

| 8 octombrieHome Championship | Irlanda de Nord  | 2–5    | Anglia                                      | Belfast, Irlanda de Nord                                                  |  |
| Match 342                    | McAdams 38', 57' | Report | Smith 16' Greaves 41', 47', 88' Douglas 80' | Stadion: Windsor Park Spectatori: 60.000 Arbitru: David Phillips (Scoția) |  |

| 19 octombrie1962 FIFA World Cup Qualification Group 6 | Luxemburg | 0–9    | Anglia                                                               | Luxembourg City, Luxemburg                                                    |  |
| Match 343                                             |           | Report | Charlton 3', 7', 66' Greaves 16', 83', 85' Smith 22', 46' Haynes 61' | Stadion: Stade Municipal Spectatori: 5.500 Arbitru: Johannes Martens (Olanda) |  |

| 26 octombrieMeci amical | Anglia                                | 4–2    | Spania                 | Londra, Anglia                                                       |  |
| Match 344               | Greaves 2' Douglas 48' Smith 68', 80' | Report | del Sol 13' Suárez 56' | Stadion: Wembley Spectatori: 85.000 Arbitru: Maurice Guigue (Franța) |  |

| 23 noiembrieHome Championship | Anglia                                            | 5–1    | Țara Galilor | Londra, Anglia                                                               |  |
| Match 345                     | Greaves 2', 70' Charlton 16' Smith 22' Haynes 61' | Report | Leek         | Stadion: Wembley Spectatori: 65.000 Arbitru: Robert Holley Davidson (Scoția) |  |

### 1961
| 15 aprilieHome Championship | Anglia                                                                     | 9–3    | Scoția                          | Londra, Anglia                                                        |  |
| Match 346                   | Robson 9' Greaves 21', 30', 83' Douglas 55' Smith 73', 85' Haynes 78', 82' | Report | Mackay 48' Wilson 53' Quinn 75' | Stadion: Wembley Spectatori: 97.350 Arbitru: Marcel Lequesne (Franța) |  |

| 10 maiMeci amical | Anglia                                                                            | 8–0    | Mexic | Londra, Anglia                                                               |  |
| Match 347         | Hitchens 2' Charlton 12', 62', 73' Robson 23' Douglas 44', 85' Flowers 59' (pen.) | Report |       | Stadion: Wembley Spectatori: 77.000 Arbitru: Robert Holley Davidson (Scoția) |  |

| 21 mai1962 FIFA World Cup Qualification Group 6 | Portugalia | 1–1    | Anglia      | Oeiras, Portugalia                                                             |  |
| Match 348                                       | Águas 59'  | Report | Flowers 82' | Stadion: Estádio Nacional Spectatori: 65.000 Arbitru: Pietro Bonnetto (Italia) |  |

| 24 maiMeci amical | Italia                   | 2–3    | Anglia                        | Roma, Italia                                                                              |  |
| Match 349         | Sívori 43' Brighenti 74' | Report | Hitchens 39', 77' Greaves 86' | Stadion: Stadio Olimpico Spectatori: 90.000 Arbitru: Nikolay Latyshev (Uniunea Sovietică) |  |

| 27 maiMeci amical | Austria                           | 3–1    | Anglia      | Viena, Austria                                                                |  |
| Match 350         | Hof 3' Nemec 25' Senekowitsch 80' | Report | Greaves 16' | Stadion: Praterstadion Spectatori: 90.726 Arbitru: Karol Galba (Cehoslovacia) |  |

| 28 septembrie1962 FIFA World Cup Qualification Group 6 | Anglia                                    | 4–1    | Luxemburg  | Londra, Anglia                                                              |  |
| Match 351                                              | Pointer 35' Viollet 37' Charlton 45', 76' | Report | Dimmer 69' | Stadion: Arsenal Stadium Spectatori: 33.409 Arbitru: Gérard Versyp (Belgia) |  |

| 14 octombrieHome Championship | Țara Galilor    | 1–1    | Anglia      | Cardiff, Țara Galilor                                                   |  |
| Match 352                     | G. Williams 30' | Report | Douglas 44' | Stadion: Ninian Park Spectatori: 61.566 Arbitru: Dave Phillips (Scoția) |  |

| 25 octombrie1962 FIFA World Cup Qualification Group 6 | Anglia                 | 2–0    | Portugalia | Londra, Anglia                                 |  |
| Match 353                                             | Connelly 5' Pointer 9' | Report |            | Stadion: Wembley Arbitru: Marcel Bois (Franța) |  |

| 22 noiembrieHome Championship | Anglia       | 1–1    | Irlanda de Nord | Londra, Anglia                                                            |  |
| Match 354                     | Charlton 20' | Report | McIlroy 81'     | Stadion: Wembley Spectatori: 30.000 Arbitru: Leo Callaghan (Țara Galilor) |  |

### 1962
| 4 aprilieMeci amical | Anglia                           | 3–1    | Austria   | Londra, Anglia                                                        |  |
| Match 355            | Crawford 7' Flowers 38' Hunt 68' | Report | Buzek 76' | Stadion: Wembley Spectatori: 50.000 Arbitru: Pierre Schwinte (Franța) |  |

| 14 aprilieHome Championship | Scoția                       | 2–0    | Anglia | Glasgow, Scoția                                                      |  |
| Match 356                   | Wilson 13' Caldow 88' (pen.) | Report |        | Stadion: Hampden Park Spectatori: 132.441 Arbitru: Leo Horn (Olanda) |  |

| 9 maiMeci amical | Anglia                                | 3–1    | Elveția      | Londra, Anglia                                                                |  |
| Match 357        | Flowers 20' Hitchens 21' Connelly 36' | Report | Allemann 32' | Stadion: Wembley Spectatori: 30.000 Arbitru: Daniel Zariquiegui Izco (Spania) |  |

| 20 maiMeci amical | Peru | 0–4    | Anglia                                   | Lima, Peru                                                                   |  |
| Match 358         |      | Report | Flowers 15' (pen.) Greaves 24', 37', 38' | Stadion: Estadio Nacional Spectatori: 32.565 Arbitru: Erwin Hieger (Austria) |  |

| 31 mai1962 FIFA World Cup Group 4 | Ungaria              | 2–1         | Anglia             | Rancagua, Chile                                                      |  |
| 15:00 CLT (UTC−04) Match 359      | Tichy 17' Albert 61' | FIFA Report | Flowers 60' (pen.) | Stadion: Estadio Braden Spectatori: 7.938 Arbitru: Leo Horn (Olanda) |  |

| 2 iunie1962 FIFA World Cup Group 4 | Anglia                                      | 3–1         | Argentina      | Rancagua, Chile                                                                         |  |
| 15:00 CLT (UTC−04) Match 360       | Flowers 17' (pen.) Charlton 42' Greaves 67' | FIFA Report | Sanfilippo 67' | Stadion: Estadio Braden Spectatori: 9.794 Arbitru: Nikolay Latyshev (Uniunea Sovietică) |  |

| 7 iunie1962 FIFA World Cup Group 4 | Anglia | 0–0    | Bulgaria | Rancagua, Chile                                                             |  |
| 15:00 CLT (UTC−04) Match 361       |        | Report |          | Stadion: Estadio Braden Spectatori: 5.700 Arbitru: Antoine Blavier (Belgia) |  |

| 10 iunie1962 FIFA World Cup Group 4 | Brazilia                    | 3–1    | Anglia       | Viña del Mar, Chile                                                             |  |
| 14:30 CLT (UTC−04) Match 362        | Garrincha 31', 59' Vavá 53' | Report | Hitchens 38' | Stadion: Estadio Sausalito Spectatori: 17,736 Arbitru: Pierre Schwinte (Franța) |  |

| 3 octombrie1964 UEFA ENC Preliminary Round | Anglia             | 1–1         | Franța    | Sheffield, Anglia                                                          |  |
| Match 363 First leg                        | Flowers 57' (pen.) | UEFA Report | Goujon 8' | Stadion: Hillsborough Spectatori: 35,380 Arbitru: Frede Hansen (Danemarca) |  |

| 20 octombrieHome Championship | Irlanda de Nord | 1–3    | Anglia                       | Belfast, Irlanda de Nord                                                 |  |
| Match 364                     | Barr 62'        | Report | Greaves 38' O'Grady 71', 73' | Stadion: Windsor Park Spectatori: 55,000 Arbitru: James Barclay (Scoția) |  |

| 21 noiembrieHome Championship | Anglia                                   | 4–0    | Țara Galilor | Londra, Anglia                                                    |  |
| Match 365                     | Connelly 7' Peacock 35', 63' Greaves 88' | Report |              | Stadion: Wembley Spectatori: 27.500 Arbitru: S Carswell (Irlanda) |  |

### 1963
| 27 February1964 UEFA ENC Preliminary Round | Franța                                      | 5–2         | Anglia                 | Paris, Franța                                                                      |  |
| Match 366 Second leg                       | Wisnieski 3', 75' Douis 32' Cossou 43', 82' | UEFA Report | Smith 57' Tambling 74' | Stadion: Parc des Princes Spectatori: 23,986 Arbitru: Josef Kandlbinder (Germania) |  |

| 6 aprilieHome Championship | Anglia      | 1–2    | Scoția                 | Londra, Anglia                                                 |  |
| Match 367                  | Douglas 80' | Report | Baxter 29', 32' (pen.) | Stadion: Wembley Spectatori: 98.606 Arbitru: Leo Horn (Olanda) |  |

| 8 maiMeci amical | Anglia      | 1–1    | Brazilia | Londra, Anglia                                                 |  |
| Match 368        | Douglas 86' | Report | Pepe 18' | Stadion: Wembley Spectatori: 92.000 Arbitru: Leo Horn (Olanda) |  |

| 29 maiMeci amical | Cehoslovacia            | 2–4    | Anglia                                  | Bratislava, Cehoslovacia                                               |  |
| Match 369         | Scherer 52' Kadraba 72' | Report | Greaves 18', 81' Smith 45' Charlton 71' | Stadion: Tehelné pole Spectatori: 50,000 Arbitru: Bertil Lööw (Suedia) |  |

| 2 iunieMeci amical | Germania de Est | 1–2    | Anglia                | Leipzig, Germania de Est                                                 |  |
| Match 370          | P. Ducke 24'    | Report | Hunt 45' Charlton 70' | Stadion: Zentralstadion Spectatori: 90.000 Arbitru: Zečević (Iugoslavia) |  |

| 5 iunieMeci amical | Elveția            | 1–8    | Anglia                                                              | Basel, Elveția                                                            |  |
| Match 371          | Heinz Bertschi 44' | Report | Charlton 18', 55', 83' Byrne 30', 50' Douglas 42' Melia 75' Kay 69' | Stadion: St Jakob Park Spectatori: 49.800 Arbitru: István Zsolt (Ungaria) |  |

| 12 octombrieHome Championship | Țara Galilor | 0-4    | Anglia                                 | Cardiff, Țara Galilor                                                    |  |
| Match 372                     |              | Report | Smith 5', 69' Greaves 68' Charlton 86' | Stadion: Ninian Park Spectatori: 48.350 Arbitru: Willie Brittle (Scoția) |  |

| 23 octombrieMeci amical | Anglia                | 2-1    | Rest Of World | Londra, Anglia                                                       |  |
| 14:45 Match 373         | Paine 65' Greaves 90' | Report | Law 82'       | Stadion: Wembley Spectatori: 48,350 Arbitru: Bobby Davidson (Scoția) |  |

| 20 noiembrieHome Championship | Anglia                                                  | 8-3    | Irlanda de Nord             | Londra, Anglia                                                            |  |
| Match 374                     | Paine 2', 38', 61' Greaves 20', 30', 60', 65' Smith 46' | Report | Crossan 42' Wilson 53', 85' | Stadion: Wembley Spectatori: 53.000 Arbitru: Leo Callaghan (Țara Galilor) |  |

### 1964
| 11 aprilieHome Championship | Scoția      | 1–0    | Anglia | Glasgow, Scoția                                                      |  |
|                             | Gilzean 72' | Report |        | Stadion: Hampden Park Spectatori: 133.245 Arbitru: Leo Horn (Olanda) |  |

| 6 maiMeci amical | Anglia         | 2–1    | Uruguay     | Londra, Anglia                                                              |  |
|                  | Byrne 43', 52' | Report | Spencer 78' | Stadion: Wembley Stadium Spectatori: 54.000 Arbitru: István Zsolt (Ungaria) |  |

| 17 maiMeci amical | Portugalia                  | 3–4    | Anglia                           | Lisabona, Portugalia                                                                 |  |
|                   | Torres 18', 47' Eusébio 53' | Report | Byrne 21', 57', 88' Charlton 29' | Stadion: Estádio Nacional Spectatori: 46.000 Arbitru: Juan Gardeazábal Garay (Spania |  |

| 24 maiMeci amical | Republica Irlanda | 1–3    | Anglia                           | Dublin, Irlanda                                                             |  |
|                   | Strahan 41'       | Report | Eastham 9' Byrne 22' Greaves 55' | Stadion: Dalymount Park Spectatori: 45.000 Arbitru: Bobby Davidson (Scoția) |  |

| 27 maiMeci amical | Statele Unite ale Americii | 0–10   | Anglia                                                                    | New York, USA                                                           |  |
|                   |                            | Report | Hunt 4', 22', 53', 64' Pickering 6', 47', 74' Paine 49', 68' Charlton 67' | Stadion: Downing Stadium Spectatori: 5,062 Arbitru: Ray Morgan (Canada) |  |

| 30 maiNations' Cup | Brazilia                                               | 5–1    | Anglia      | Rio de Janeiro, Brazilia                                                |  |
|                    | Rinaldo 35', 59' Pelé 63' Julinho 68' Roberto Dias 88' | Report | Greaves 48' | Stadion: Maracanã Spectatori: 110,000 Arbitru: Pierre Schwinte (Franța) |  |

| 4 iunieNations' Cup | Portugalia | 1–1    | Anglia   | São Paulo, Brazilia                                                                 |  |
|                     | Peres 42'  | Report | Hunt 58' | Stadion: Estádio do Pacaembu Spectatori: 70,000 Arbitru: Armando Marques (Brazilia) |  |

| 6 iunieNations' Cup | Argentina | 1–0    | Anglia | Rio de Janeiro, Brazilia                                        |  |
|                     | Rojas 66' | Report |        | Stadion: Maracanã Spectatori: 95.000 Arbitru: Leo Horn (Olanda) |  |

| 3 octombrieHome Championship | Irlanda de Nord                | 3–4    | Anglia                             | Belfast, Irlanda de Nord                                                  |  |
|                              | Wilson 52' McLaughlin 55', 67' | Report | Pickering 7' Greaves 12', 16', 24' | Stadion: Windsor Park Spectatori: 58,000 Arbitru: Willie Brittle (Scoția) |  |

| 21 octombrieMeci amical | Anglia                   | 2–2    | Belgia                     | Londra, Anglia                                                                  |  |
|                         | Pickering 32' Hinton 70' | Report | Cornelis 22' van Himst 42' | Stadion: Wembley Stadium Spectatori: 45,000 Arbitru: Concetto Lo Bello (Italia) |  |

| 18 noiembrieHome Championship | Anglia           | 2–1    | Țara Galilor | Londra, Anglia                                                                         |  |
|                               | Wignall 17', 60' | Report | Jones 75'    | Stadion: Wembley Stadium Spectatori: 40.000 Arbitru: Thomas Mitchell (Irlanda de Nord) |  |

| 9 DecemberMeci amical | Țările de Jos | 1–1    | Anglia      | Amsterdam, Olanda                                                             |  |
|                       | Moulijn 77'   | Report | Greaves 85' | Stadion: Olympisch Stadion Spectatori: 57.500 Arbitru: Joseph Hannet (Belgia) |  |

### 1965
| 10 aprilieHome Championship | Anglia                      | 2–2    | Scoția               | Londra, Anglia                                                              |  |
| 15:00                       | R. Charlton 24' Greaves 34' | Report | Law 40' St. John 59' | Stadion: Wembley Stadium Spectatori: 98.199 Arbitru: István Zsolt (Ungaria) |  |

| 5 maiMeci amical | Anglia      | 1–0    | Ungaria | Londra, Anglia                                                                |  |
|                  | Greaves 17' | Report |         | Stadion: Wembley Stadium Spectatori: 52,000 Arbitru: Pierre Schwinte (Franța) |  |

| 9 maiMeci amical | Iugoslavia    | 1–1    | Anglia      | Belgrad, Iugoslavia                                                        |  |
|                  | Kovačević 15' | Report | Bridges 22' | Stadion: Red Star Stadium Spectatori: 60.000 Arbitru: Gyula Gere (Ungaria) |  |

| 12 maiMeci amical | Germania de Vest | 0–1    | Anglia    | Nürnberg, Germania                                                         |  |
|                   |                  | Report | Paine 37' | Stadion: Frankenstadion Spectatori: 67.000 Arbitru: István Zsolt (Ungaria) |  |

| 16 maiMeci amical | Suedia       | 1–2    | Anglia               | Göteborg, Suedia                                                    |  |
|                   | Eriksson 25' | Report | Ball 9' Connelly 72' | Stadion: Ullevi Spectatori: 18,000 Arbitru: Henri Faucheux (Franța) |  |

| 2 octombrieHome Championship | Țara Galilor | 0–0    | Anglia | Cardiff, Țara Galilor                                                |  |
|                              |              | Report |        | Stadion: Ninian Park Spectatori: 30.000 Arbitru: A. Webster (Scoția) |  |

| 20 octombrieMeci amical | Anglia                      | 2–3    | Austria                     | Londra, Anglia                                                                |  |
|                         | R. Charlton 3' Connelly 59' | Report | Flögel 53' Fritsch 73', 81' | Stadion: Wembley Stadium Spectatori: 65,000 Arbitru: Pierre Schwinte (Franța) |  |

| 10 noiembrieHome Championship | Anglia                | 2–1    | Irlanda de Nord | Londra, Anglia                                                                    |  |
|                               | Baker 19' Peacock 73' | Report | Irvine 21'      | Stadion: Wembley Stadium Spectatori: 71.000 Arbitru: Leo Callaghan (Țara Galilor) |  |

| 8 DecemberMeci amical | Spania | 0–2    | Anglia            | Madrid, Spania                                                                            |  |
|                       |        | Report | Baker 8' Hunt 58' | Stadion: Santiago Bernabéu Stadium Spectatori: 25.000 Arbitru: Concetto Lo Bello (Italia) |  |

### 1966
| 5 JanuaryMeci amical | Anglia    | 1–1    | Polonia   | Liverpool, Anglia                                                         |  |
|                      | Moore 74' | Report | Sadek 42' | Stadion: Goodison Park Spectatori: 47,750 Arbitru: Joseph Hannet (Belgia) |  |

| 23 FebruaryMeci amical | Anglia     | 1–0    | Germania de Vest | Londra, Anglia                                                              |  |
|                        | Stiles 41' | Report |                  | Stadion: Wembley Stadium Spectatori: 75.000 Arbitru: Pieter Roomer (Olanda) |  |

| 2 aprilieHome Championship | Scoția                        | 3–4    | Anglia                                  | Glasgow, Scoția                                                            |  |
|                            | Law 41' J. Johnstone 62', 81' | Report | Hurst 18' Hunt 34', 47' R. Charlton 73' | Stadion: Hampden Park Spectatori: 133,000 Arbitru: Henri Faucheux (Franța) |  |

| 4 maiMeci amical | Anglia                     | 2–0    | Iugoslavia | Londra, Anglia                                                                        |  |
|                  | Greaves 9' R. Charlton 34' | Report |            | Stadion: Wembley Stadium Spectatori: 54.000 Arbitru: Johannes Malka (Germania de Est) |  |

| 26 iunieMeci amical | Finlanda | 0–3    | Anglia                              | Helsinki, Finlanda                                                         |  |
|                     |          | Report | Peters 42' Hunt 44' J. Charlton 89' | Stadion: Olympic Stadium Spectatori: 10.500 Arbitru: F. Hansen (Danemarca) |  |

| 29 iunieMeci amical | Norvegia | 1–6    | Anglia                                            | Oslo, Norvegia                                                               |  |
|                     | Sunde 4' | Report | Greaves 20', 24', 44', 74' Connelly 22' Moore 40' | Stadion: Ullevaal Stadion Spectatori: 29,500 Arbitru: Hans Carlsson (Suedia) |  |

| 3 JulyMeci amical | Danemarca | 0–2    | Anglia                      | Copenhaga, Danemarca                                                  |  |
|                   |           | Report | J. Charlton 44' Eastham 61' | Stadion: Idrætsparken Spectatori: 32.000 Arbitru: Ray Morgan (Canada) |  |

| 5 JulyMeci amical | Polonia | 0–1    | Anglia   | Chorzów, Polonia                                                             |  |
|                   |         | Report | Hunt 14' | Stadion: Silesian Stadium Spectatori: 70.000 Arbitru: István Zsolt (Ungaria) |  |

| 11 July1966 FIFA World Cup Group 1 | Anglia | 0–0    | Uruguay | Londra, Anglia                                                              |  |
|                                    |        | Report |         | Stadion: Wembley Stadium Spectatori: 87.148 Arbitru: István Zsolt (Ungaria) |  |

| 16 July1966 FIFA World Cup Group 1 | Anglia                   | 2–0    | Mexic | Londra, Anglia                                                                  |  |
|                                    | R. Charlton 38' Hunt 74' | Report |       | Stadion: Wembley Stadium Spectatori: 92,570 Arbitru: Concetto lo Bello (Italia) |  |

| 20 July1966 FIFA World Cup Group 1 | Anglia        | 2–0    | Franța | Londra, Anglia                                                                        |  |
|                                    | Hunt 38', 75' | Report |        | Stadion: Wembley Stadium Spectatori: 98,270 Arbitru: Arturo Yamasaki Maldonado (Peru) |  |

| 23 July1966 FIFA World Cup Quarter-finals | Anglia    | 1–0    | Argentina  | Londra, Anglia                                                                   |  |
|                                           | Hurst 78' | Report | Rattín 35' | Stadion: Wembley Stadium Spectatori: 90.584 Arbitru: Rudolf Kreitlein (Germania) |  |

| 26 July1966 FIFA World Cup Semi-finals | Anglia               | 2–1    | Portugalia         | Londra, Anglia                                                                |  |
|                                        | R. Charlton 30', 79' | Report | Eusébio 82' (pen.) | Stadion: Wembley Stadium Spectatori: 94,493 Arbitru: Pierre Schwinte (Franța) |  |

| 30 July1966 FIFA World Cup Final | Anglia                           | 4 – 2 a.e.t. | Germania de Vest     | Londra, Anglia                                                                  |  |
|                                  | Hurst 18', 102', 120' Peters 78' | Report       | Haller 12' Weber 90' | Stadion: Wembley Stadium Spectatori: 96,924 Arbitru: Gottfried Dienst (Elveția) |  |

| 22 octombrieHome Championship UEFA EC Qualifying Group 8 | Irlanda de Nord | 0–2    | Anglia               | Belfast, Irlanda de Nord                                                  |  |
|                                                          | Ferguson        | Report | Hurst 40' Peters 60' | Stadion: Windsor Park Spectatori: 48,500 Arbitru: Bobby Davidson (Scoția) |  |

| 2 noiembrieMeci amical | Anglia | 0–0    | Cehoslovacia | Londra, Anglia                                                              |  |
|                        |        | Report |              | Stadion: Wembley Stadium Spectatori: 75.000 Arbitru: Pieter Roomer (Olanda) |  |

| 16 noiembrieHome Championship UEFA EC Qualifying Group 8 | Anglia                                                              | 5–1    | Țara Galilor  | Londra, Anglia                                                             |  |
|                                                          | Hurst 30', 34' R. Charlton 43' Hennessey 80' (o.g.) J. Charlton 84' | Report | W. Davies 38' | Stadion: Wembley Stadium Spectatori: 76,000 Arbitru: Tiny Wharton (Scoția) |  |

### 1967
| 15 aprilieHome Championship UEFA EC Qualifying Group 8 | Anglia                    | 2–3    | Scoția                           | Londra, Anglia                                                                   |  |
|                                                        | J. Charlton 84' Hurst 88' | Report | Law 27' Lennox 78' McCalliog 87' | Stadion: Wembley Stadium Spectatori: 99.063 Arbitru: Gerd Schulenberg (Germania) |  |

| 24 maiMeci amical | Anglia               | 2–0    | Spania | Londra, Anglia                                                              |  |
|                   | Greaves 70' Hunt 75' | Report |        | Stadion: Wembley Stadium Spectatori: 75.000 Arbitru: István Zsolt (Ungaria) |  |

| 27 maiMeci amical | Austria | 0–1    | Anglia   | Viena, Austria                                                                |  |
|                   |         | Report | Ball 21' | Stadion: Praterstadion Spectatori: 85,000 Arbitru: Michel Kitabdjian (Franța) |  |

| 21 octombrieHome Championship UEFA EC Qualifying Group 8 | Țara Galilor | 0–3    | Anglia                                     | Cardiff, Țara Galilor                                                 |  |
|                                                          |              | Report | Peters 34' R. Charlton 87' Ball 90' (pen.) | Stadion: Ninian Park Spectatori: 45.000 Arbitru: John Gordon (Scoția) |  |

| 22 noiembrieHome Championship UEFA EC Qualifying Group 8 | Anglia                    | 2–0    | Irlanda de Nord | Londra, Anglia                                                                    |  |
|                                                          | Hurst 44' R. Charlton 62' | Report |                 | Stadion: Wembley Stadium Spectatori: 83.000 Arbitru: Leo Callaghan (Țara Galilor) |  |

| 6 DecemberMeci amical | Anglia              | 2–2    | Uniunea Sovietică  | Londra, Anglia                                                                   |  |
|                       | Ball 23' Peters 72' | Report | Chislenko 42', 44' | Stadion: Wembley Stadium Spectatori: 93.000 Arbitru: Rudolf Kreitlein (Germania) |  |

### 1968
| 24 FebruaryHome Championship UEFA EC Qualifying Group 8 | Scoția     | 1–1    | Anglia     | Glasgow, Scoția                                                                |  |
|                                                         | Hughes 39' | Report | Peters 19' | Stadion: Hampden Park Spectatori: 134.000 Arbitru: Laurens van Ravens (Olanda) |  |

| 3 aprilieUEFA EC Qualifying Quarter-finals | Anglia          | 1–0    | Spania | Londra, Anglia                                                               |  |
|                                            | R. Charlton 84' | Report |        | Stadion: Wembley Stadium Spectatori: 100,000 Arbitru: Gilbert Droz (Elveția) |  |

| 8 maiUEFA EC Qualifying Quarter-finals | Spania      | 1–2    | Anglia                | Madrid, Spania                                                                               |  |
|                                        | Amancio 48' | Report | Peters 54' Hunter 81' | Stadion: Santiago Bernabéu Stadium Spectatori: 120.000 Arbitru: Josef Krnavek (Cehoslovacia) |  |

| 22 maiMeci amical | Anglia                              | 3–1    | Suedia        | Londra, Anglia                                                              |  |
|                   | Peters 36' R. Charlton 38' Hunt 72' | Report | Andersson 90' | Stadion: Wembley Stadium Spectatori: 72,500 Arbitru: Ottmar Huber (Elveția) |  |

| 1 iunieMeci amical | Germania de Vest | 1–0    | Anglia | Hanover, Germania                                                                     |  |
|                    | Beckenbauer 82'  | Report |        | Stadion: Niedersachsenstadion Spectatori: 79.250 Arbitru: Laurens van Ravens (Olanda) |  |

| 5 iunieUEFA EC Semi-finals | Iugoslavia | 1–0    | Anglia      | Florența, Italia                                                                           |  |
|                            | Džajić 87' | Report | Mullery 90' | Stadion: Stadio Comunale Spectatori: 40.000 Arbitru: José María Ortiz de Mendíbil (Spania) |  |

| 8 iunieUEFA EC Third place play-off | Uniunea Sovietică | 0–2    | Anglia                    | Roma, Italia                                                                |  |
|                                     |                   | Report | R. Charlton 39' Hurst 63' | Stadion: Stadio Olimpico Spectatori: 18.000 Arbitru: István Zsolt (Ungaria) |  |

| 6 noiembrieMeci amical | România | 0–0    | Anglia | București, România                                                                   |  |
|                        |         | Report |        | Stadion: Stadium 23 August Spectatori: 62,000 Arbitru: Radoslav Fiala (Cehoslovacia) |  |

| 11 DecemberMeci amical | Anglia    | 1–1    | Bulgaria      | Londra, Anglia                                                                  |  |
|                        | Hurst 36' | Report | Asparuhov 32' | Stadion: Wembley Stadium Spectatori: 80,000 Arbitru: Michel Kitabdjian (Franța) |  |

### 1969
| 15 JanuaryMeci amical | Anglia          | 1–1    | România               | Londra, Anglia                                                                |  |
|                       | J. Charlton 27' | Report | Dumitrache 74' (pen.) | Stadion: Wembley Stadium Spectatori: 77,000 Arbitru: James Callaghan (Scoția) |  |

| 12 MarchMeci amical | Anglia                                                | 5–0    | Franța | Londra, Anglia                                                              |  |
|                     | O'Grady 33' Hurst 48' (pen.), 49', 80' (pen.) Lee 75' | Report |        | Stadion: Wembley Stadium Spectatori: 83.000 Arbitru: István Zsolt (Ungaria) |  |

| 3 maiHome Championship | Irlanda de Nord | 1–3    | Anglia                              | Belfast, Irlanda de Nord                                               |  |
|                        | McMordie 63'    | Report | Peters 39' Lee 64' Hurst 74' (pen.) | Stadion: Windsor Park Spectatori: 24,500 Arbitru: Bill Mullen (Scoția) |  |

| 7 maiHome Championship | Anglia                  | 2–1    | Țara Galilor  | Londra, Anglia                                                                    |  |
| 19:45                  | R. Charlton 58' Lee 72' | Report | R. Davies 18' | Stadion: Wembley Stadium Spectatori: 72.000 Arbitru: Jack Adair (Irlanda de Nord) |  |

| 10 maiHome Championship | Anglia                               | 4–1    | Scoția    | Londra, Anglia                                                              |  |
|                         | Peters 16', 64' Hurst 20', 60' (pen) | Report | Stein 43' | Stadion: Wembley Stadium Spectatori: 89,902 Arbitru: Robert Héliès (Franța) |  |

| 1 iunieMeci amical | Mexic | 0–0    | Anglia | Mexico City, Mexic                                                         |  |
|                    |       | Report |        | Stadion: Azteca Stadium Spectatori: 105,000 Arbitru: Alberto Tejada (Peru) |  |

| 8 iunieMeci amical | Uruguay     | 1–2    | Anglia            | Montevideo, Uruguay                                                                |  |
|                    | Cubilla 53' | Report | Lee 16' Hurst 80' | Stadion: Centenario Stadium Spectatori: 55,000 Arbitru: Armando Marques (Brazilia) |  |

| 12 iunieMeci amical | Brazilia                 | 2–1    | Anglia   | Rio de Janeiro, Brazilia                                               |  |
|                     | Tostão 79' Jairzinho 81' | Report | Bell 13' | Stadion: Maracanã Spectatori: 125,000 Arbitru: Ramón Barreto (Uruguay) |  |

| 5 noiembrieMeci amical | Țările de Jos | 0–1    | Anglia   | Amsterdam, Olanda                                                                       |  |
|                        |               | Report | Bell 84' | Stadion: Olympic Stadium Spectatori: 40.000 Arbitru: Pavel Khazakov (Uniunea Sovietică) |  |

| 10 DecemberMeci amical | Anglia          | 1–0    | Portugalia | Londra, Anglia                                                              |  |
|                        | J. Charlton 36' | Report |            | Stadion: Wembley Stadium Spectatori: 100,000 Arbitru: Roger Mouton (Franța) |  |

## Anii 1970

### 1970
| 14 JanuaryMeci amical | Anglia | 0–0    | Țările de Jos | Londra, Anglia                                                                |  |
|                       |        | Report |               | Stadion: Wembley Stadium Spectatori: 75.000 Arbitru: Heinz Siebert (Germania) |  |

| 25 FebruaryMeci amical | Belgia    | 1–3    | Anglia                  | Bruxelles, Belgia                                                       |  |
|                        | Dockx 58' | Report | Ball 27', 60' Hurst 55' | Stadion: Astrid Park Spectatori: 20,500 Arbitru: A.S. Bardella (Italia) |  |

| 18 aprilieHome Championship | Țara Galilor  | 1–1    | Anglia  | Cardiff, Țara Galilor                                                  |  |
|                             | Krzywicki 40' | Report | Lee 71' | Stadion: Ninian Park Spectatori: 50.000 Arbitru: Tiny Wharton (Scoția) |  |

| 21 aprilieHome Championship | Anglia                              | 3–1    | Irlanda de Nord | Londra, Anglia                                                                   |  |
|                             | Peters 6' Hurst 67' R. Charlton 81' | Report | Best 50'        | Stadion: Wembley Stadium Spectatori: 80.000 Arbitru: Gaspar Pintado Viú (Spania) |  |

| 25 aprilieHome Championship | Scoția | 0–0    | Anglia | Glasgow, Scoția                                                                |  |
|                             |        | Report |        | Stadion: Hampden Park Spectatori: 137.438 Arbitru: Gerd Schulenberg (Germania) |  |

| 21 maiMeci amical | Columbia | 0–4    | Anglia                                  | Bogotá, Columbia                                                      |  |
|                   |          | Report | Peters 3', 38' R. Charlton 55' Ball 83' | Stadion: El Campín Spectatori: 28,000 Arbitru: R. Barrios (Venezuela) |  |

| 24 maiMeci amical | Ecuador | 0–2    | Anglia          | Quito, Ecuador                                                                        |  |
|                   |         | Report | Lee 4' Kidd 75' | Stadion: Estadio Olímpico Atahualpa Spectatori: 22,250 Arbitru: Alberto Tejada (Peru) |  |

| 2 iunie1970 FIFA World Cup Group 3 | România | 0–1    | Anglia    | Guadalajara, Mexic                                                         |  |
|                                    |         | Report | Hurst 65' | Stadion: Jalisco Stadium Spectatori: 50.000 Arbitru: Vital Loraux (Belgia) |  |

| 7 iunie1970 FIFA World Cup Group 3 | Brazilia      | 1–0    | Anglia | Guadalajara, Mexic                                                          |  |
|                                    | Jairzinho 59' | Report |        | Stadion: Jalisco Stadium Spectatori: 66.750 Arbitru: Abraham Klein (Israel) |  |

| 11 iunie1970 FIFA World Cup Group 3 | Cehoslovacia | 0–1    | Anglia            | Guadalajara, Mexic                                                         |  |
|                                     |              | Report | Clarke 50' (pen.) | Stadion: Jalisco Stadium Spectatori: 50.000 Arbitru: Roger Mâchin (Franța) |  |

| 14 iunie1970 FIFA World Cup Quarter-finals | Germania de Vest                       | 3 – 2 (a.e.t.) | Anglia                 | León, Mexic                                                                       |  |
|                                            | Beckenbauer 69' Seeler 82' Müller 108' | Report         | Mullery 32' Peters 50' | Stadion: Nou Camp Spectatori: 23,250 Arbitru: Ángel Norberto Coerezza (Argentina) |  |

| 25 noiembrieMeci amical | Anglia                        | 3–1    | Germania de Est | Londra, Anglia                                                                 |  |
|                         | Lee 12' Peters 21' Clarke 63' | Report | Vogel 27'       | Stadion: Wembley Stadium Spectatori: 93,000 Arbitru: Rudolf Scheurer (Elveția) |  |

### 1971
| 3 FebruaryUEFA EC Qualifying Group 3 | Malta | 0–1    | Anglia     | Ta' Qali, Malta                                                                     |  |
|                                      |       | Report | Peters 35' | Stadion: National Stadium Spectatori: 20,000 Arbitru: Ferdinand Marschall (Austria) |  |

| 21 aprilieUEFA EC Qualifying Group 3 | Anglia                        | 3–0    | Grecia | Londra, Anglia                                                                    |  |
|                                      | Chivers 23' Hurst 68' Lee 87' | Report |        | Stadion: Wembley Stadium Spectatori: 60,000 Arbitru: Martti Hirviniemi (Finlanda) |  |

| 12 maiUEFA EC Qualifying Group 3 | Anglia                                                | 5–0    | Malta | Londra, Anglia                                                             |  |
|                                  | Chivers 30', 48' Lee 43' Clarke 46' (pen.) Lawler 75' | Report |       | Stadion: Wembley Stadium Spectatori: 36,500 Arbitru: Einar Röed (Norvegia) |  |

| 15 maiHome Championship | Irlanda de Nord | 0–1    | Anglia     | Belfast, Irlanda de Nord                                                |  |
|                         |                 | Report | Clarke 80' | Stadion: Windsor Park Spectatori: 33,500 Arbitru: A. MacKenzie (Scoția) |  |

| 19 maiHome Championship | Anglia | 0–0    | Țara Galilor | Londra, Anglia                                                                        |  |
| 19:45                   |        | Report |              | Stadion: Wembley Stadium Spectatori: 70.000 Arbitru: Malcolm Wright (Irlanda de Nord) |  |

| 22 maiHome Championship | Anglia                      | 3–1    | Scoția     | Londra, Anglia                                                             |  |
|                         | Peters 10' Chivers 30', 40' | Report | Curran 12' | Stadion: Wembley Stadium Spectatori: 91.469 Arbitru: Jef Dorpmans (Olanda) |  |

| 13 octombrieUEFA EC Qualifying Group 3 | Elveția                   | 2–3    | Anglia                                 | Basel, Elveția                                                               |  |
|                                        | Jeandupeux 11' Künzli 44' | Report | Hurst 1' Chivers 12' Weibel 77' (o.g.) | Stadion: St. Jakob Stadium Spectatori: 58,000 Arbitru: Vital Loraux (Belgia) |  |

| 10 noiembrieUEFA EC Qualifying Group 3 | Anglia       | 1–1    | Elveția      | Londra, Anglia                                                                       |  |
|                                        | Summerbee 9' | Report | Odermatt 26' | Stadion: Wembley Stadium Spectatori: 98,000 Arbitru: Constantin Barbalescu (România) |  |

| 1 DecemberUEFA EC Qualifying Group 3 | Grecia | 0–2    | Anglia                | Atena, Grecia                                                                                  |  |
|                                      |        | Report | Hurst 57' Chivers 90' | Stadion: Karaiskakis Stadium Spectatori: 42.000 Arbitru: José María Ortiz de Mendíbil (Spania) |  |

### 1972
| 29 aprilieUEFA EC Qualifying Quarter-finals | Anglia  | 1–3    | Germania de Vest                        | Londra, Anglia                                                              |  |
|                                             | Lee 77' | Report | Hoeneß 26' Netzer 85' (pen.) Müller 89' | Stadion: Wembley Stadium Spectatori: 95,000 Arbitru: Robert Héliès (Franța) |  |

| 13 maiUEFA EC Qualifying Quarter-finals | Germania de Vest | 0–0    | Anglia | Berlin, Germania                                                                    |  |
|                                         |                  | Report |        | Stadion: Olympiastadion Spectatori: 75.000 Arbitru: Milivoje Gugulović (Iugoslavia) |  |

| 20 maiHome Championship | Țara Galilor | 0–3    | Anglia                        | Cardiff, Țara Galilor                                               |  |
|                         |              | Report | Hughes 25' Marsh 60' Bell 61' | Stadion: Ninian Park Spectatori: 33.000 Arbitru: W. Mullan (Scoția) |  |

| 23 maiHome Championship | Anglia | 0–1    | Irlanda de Nord | Londra, Anglia                                                             |  |
|                         |        | Report | Neill 33'       | Stadion: Wembley Stadium Spectatori: 43.000 Arbitru: W. Gow (Țara Galilor) |  |

| 27 maiHome Championship | Scoția | 0–1    | Anglia   | Glasgow, Scoția                                                            |  |
|                         |        | Report | Ball 28' | Stadion: Hampden Park Spectatori: 119,325 Arbitru: Sergio Gonella (Italia) |  |

| 11 octombrieMeci amical | Anglia    | 1–1    | Iugoslavia | Londra, Anglia                                                                 |  |
|                         | Royle 40' | Report | Vladić 50' | Stadion: Wembley Stadium Spectatori: 50,000 Arbitru: Aurelio Angonese (Italia) |  |

| 15 noiembrieFIFA World Cup Qualifying Group 5 | Țara Galilor | 0–1    | Anglia   | Cardiff, Țara Galilor                                               |  |
|                                               |              | Report | Bell 35' | Stadion: Ninian Park Spectatori: 39.000 Arbitru: W. Mullan (Scoția) |  |

### 1973
| 24 JanuaryFIFA World Cup Qualifying Group 5 | Anglia     | 1–1    | Țara Galilor | Londra, Anglia                                                                   |  |
|                                             | Hunter 42' | Report | Toshack 23'  | Stadion: Wembley Stadium Spectatori: 73.000 Arbitru: M. Wright (Irlanda de Nord) |  |

| 14 FebruaryMeci amical | Scoția | 0–5    | Anglia                                                    | Glasgow, Scoția                                                         |  |
|                        |        | Report | Lorimer 6' (o.g.) Clarke 12', 85' Channon 15' Chivers 76' | Stadion: Hampden Park Spectatori: 48,470 Arbitru: Robert Wurtz (Franța) |  |

| 12 maiHome Championship | Irlanda de Nord     | 1–2    | Anglia          | Liverpool, Anglia                                                              |  |
|                         | Clements 22' (pen.) | Report | Chivers 9', 82' | Stadion: Goodison Park Spectatori: 32.000 Arbitru: Clive Thomas (Țara Galilor) |  |

| 15 maiHome Championship | Anglia                             | 3–0    | Țara Galilor | Londra, Anglia                                                                 |  |
|                         | Chivers 23' Channon 30' Peters 67' | Report |              | Stadion: Wembley Stadium Spectatori: 39,000 Arbitru: John W. Paterson (Scoția) |  |

| 19 maiHome Championship | Anglia     | 1–0    | Scoția | Londra, Anglia                                                                   |  |
|                         | Peters 54' | Report |        | Stadion: Wembley Stadium Spectatori: 95.950 Arbitru: Kurt Tschenscher (Germania) |  |

| 27 maiMeci amical | Cehoslovacia | 1–1    | Anglia     | Praga, Cehoslovacia                                                                |  |
|                   | Novak 55'    | Report | Clarke 89' | Stadion: Letná Stadium Spectatori: 25.000 Arbitru: Rudi Glöckner (Germania de Est) |  |

| 6 iunieFIFA World Cup Qualifying Group 5 | Polonia                 | 2–0    | Anglia   | Chorzów, Polonia                                                               |  |
|                                          | Gadocha 7' Lubański 47' | Report | Ball 76' | Stadion: Silesian Stadium Spectatori: 118,000 Arbitru: Paul Schiller (Austria) |  |

| 10 iunieMeci amical | Uniunea Sovietică | 1–2    | Anglia                             | Moscova, Uniunea Sovietică                                                             |  |
|                     | Muntyan 66'       | Report | Chivers 10' Khurtsilava 55' (o.g.) | Stadion: Stadionul Lenin Spectatori: 85.000 Arbitru: Wolfgang Riedel (Germania de Est) |  |

| 14 iunieMeci amical | Italia                   | 2–0    | Anglia | Turin, Italia                                                                  |  |
|                     | Anastasi 38' Capello 52' | Report |        | Stadion: Stadio Comunale Spectatori: 52,000 Arbitru: Tsvetan Stanev (Bulgaria) |  |

| 26 septembrieMeci amical | Anglia                                                          | 7–0    | Austria | Londra, Anglia                                                               |  |
|                          | Channon 9', 47' Clarke 28', 43' Chivers 61' Currie 65' Bell 89' | Report |         | Stadion: Wembley Stadium Spectatori: 48.000 Arbitru: Charles Corver (Olanda) |  |

| 17 octombrieFIFA World Cup Qualifying Group 5 | Anglia            | 1–1    | Polonia      | Londra, Anglia                                                              |  |
|                                               | Clarke 63' (pen.) | Report | Domarski 57' | Stadion: Wembley Stadium Spectatori: 100,000 Arbitru: Vital Loraux (Belgia) |  |

| 14 noiembrieMeci amical | Anglia | 0–1    | Italia      | Londra, Anglia                                                                    |  |
|                         |        | Report | Capello 86' | Stadion: Wembley Stadium Spectatori: 95,000 Arbitru: F. Marques Lobo (Portugalia) |  |

### 1974
| 3 maiMeci amical | Portugalia | 0–0    | Anglia | Lisabona, Portugalia                                                           |  |
|                  |            | Report |        | Stadion: Stadium of Light Spectatori: 15.000 Arbitru: Emilio Guruceta (Spania) |  |

| 11 maiHome Championship | Țara Galilor | 0–2    | Anglia                | Cardiff, Țara Galilor                                                          |  |
|                         |              | Report | Bowles 35' Keegan 47' | Stadion: Ninian Park Spectatori: 26.000 Arbitru: R. McFadden (Irlanda de Nord) |  |

| 15 maiHome Championship | Anglia     | 1–0    | Irlanda de Nord | Londra, Anglia                                                               |  |
|                         | Weller 73' | Report |                 | Stadion: Wembley Stadium Spectatori: 47,000 Arbitru: Bobby Davidson (Scoția) |  |

| 18 maiHome Championship | Scoția                    | 2–0    | Anglia | Glasgow, Scoția                                                                    |  |
|                         | Jordan 4' Todd 30' (o.g.) | Report |        | Stadion: Hampden Park Spectatori: 94.487 Arbitru: Leonardus van der Kroft (Olanda) |  |

| 22 maiMeci amical | Anglia                      | 2–2    | Argentina              | Londra, Anglia                                                                     |  |
|                   | Channon 45' Worthington 55' | Report | Kempes 59', 89' (pen.) | Stadion: Wembley Stadium Spectatori: 68,000 Arbitru: Arturo Ithurralde (Argentina) |  |

| 29 maiMeci amical | Germania de Est | 1–1    | Anglia      | Leipzig, Germania de Est                                                    |  |
|                   | Streich 66'     | Report | Channon 68' | Stadion: Zentralstadion Spectatori: 100.000 Arbitru: Gyorgy Müncz (Ungaria) |  |

| 1 iunieMeci amical | Bulgaria | 0–1    | Anglia          | Sofia, Bulgaria                                        |  |
|                    |          | Report | Worthington 44' | Stadion: Levski Stadium Arbitru: Rolf Nyhus (Norvegia) |  |

| 5 iunieMeci amical | Iugoslavia             | 2–2    | Anglia                | Belgrad, Iugoslavia                                        |  |
|                    | Petković 23' Oblak 46' | Report | Channon 6' Keegan 75' | Stadion: Red Star Stadium Arbitru: Sergio Gonella (Italia) |  |

| 30 octombrieUEFA EC Qualifying Group 1 | Anglia                    | 3–0    | Cehoslovacia | Londra, Anglia                                                                  |  |
|                                        | Channon 72' Bell 80', 83' | Report |              | Stadion: Wembley Stadium Spectatori: 85,000 Arbitru: Michel Kitabdjian (Franța) |  |

| 20 noiembrieUEFA EC Qualifying Group 1 | Anglia | 0–0    | Portugalia | Londra, Anglia                                                                |  |
|                                        |        | Report |            | Stadion: Wembley Stadium Spectatori: 70,750 Arbitru: Anton Buchelli (Elveția) |  |

### 1975
| 12 MarchMeci amical | Anglia                 | 2–0    | Germania de Vest | Londra, Anglia                                                              |  |
|                     | Bell 25' Macdonald 66' | Report |                  | Stadion: Wembley Stadium Spectatori: 98,000 Arbitru: Robert Schaut (Belgia) |  |

| 16 aprilieUEFA EC Qualifying Group 1 | Anglia                           | 5–0    | Cipru | Londra, Anglia                                                                    |  |
|                                      | Macdonald 3', 32', 52', 56', 87' | Report |       | Stadion: Wembley Stadium Spectatori: 65,000 Arbitru: Martti Hirviniemi (Finlanda) |  |

| 11 maiUEFA EC Qualifying Group 1 | Cipru | 0–1    | Anglia    | Limassol, Cipru                                                                |  |
|                                  |       | Report | Keegan 6' | Stadion: Tsirion Stadium Spectatori: 21,000 Arbitru: Tzvetan Staven (Bulgaria) |  |

| 17 maiHome Championship | Irlanda de Nord | 0–0    | Anglia | Belfast, Irlanda de Nord                                                         |  |
|                         |                 | Report |        | Stadion: Windsor Park Spectatori: 36.000 Arbitru: Thomas Reynolds (Țara Galilor) |  |

| 21 maiHome Championship | Anglia           | 2–2    | Țara Galilor              | Londra, Anglia                                                                 |  |
|                         | Johnson 10', 71' | Report | Toshack 56' Griffiths 67' | Stadion: Wembley Stadium Spectatori: 51,000 Arbitru: John W. Paterson (Scoția) |  |

| 24 maiHome Championship | Anglia                                          | 5–1    | Scoția           | Londra, Anglia                                                                       |  |
|                         | Francis 6', 63' Beattie 7' Bell 40' Johnson 73' | Report | Rioch 44' (pen.) | Stadion: Wembley Stadium Spectatori: 98.241 Arbitru: Rudi Glöckner (Germania de Est) |  |

| 3 septembrieMeci amical | Elveția    | 1–2    | Anglia                | Basel, Elveția                                                                      |  |
|                         | Müller 30' | Report | Keegan 7' Channon 18' | Stadion: St. Jakob Stadium Spectatori: 25.000 Arbitru: Walter Eschweiler (Germania) |  |

| 30 octombrieUEFA EC Qualifying Group 1 | Cehoslovacia          | 2–1    | Anglia      | Bratislava, Cehoslovacia                                                      |  |
|                                        | Nehoda 45' Gallis 47' | Report | Channon 26' | Stadion: Tehelné pole Spectatori: 45,000 Arbitru: Alberto Michelotti (Italia) |  |

| 19 noiembrieUEFA EC Qualifying Group 1 | Portugalia    | 1–1    | Anglia      | Lisabona, Portugalia                                                                |  |
|                                        | Rodrigues 15' | Report | Channon 42' | Stadion: José Alvalade Stadium Spectatori: 30,000 Arbitru: Erich Linemayr (Austria) |  |

### 1976
| 24 MarchMeci amical | Țara Galilor | 1–2    | Anglia                 | Wrexham, Țara Galilor                                                     |  |
|                     | Curtis 90'   | Report | Kennedy 70' Taylor 80' | Stadion: Racecourse Ground Spectatori: 21.000 Arbitru: Ian Foote (Scoția) |  |

| 8 maiHome Championship | Țara Galilor | 0–1    | Anglia     | Cardiff, Țara Galilor                                                    |  |
|                        |              | Report | Taylor 59' | Stadion: Ninian Park Spectatori: 24.500 Arbitru: Bobby Davidson (Scoția) |  |

| 15 maiHome Championship | Anglia                                          | 4–0    | Irlanda de Nord | Londra, Anglia                                                                   |  |
|                         | Francis 35' Channon 36' (pen.), 77' Pearson 60' | Report |                 | Stadion: Wembley Stadium Spectatori: 48.000 Arbitru: Clive Thomas (Țara Galilor) |  |

| 15 maiHome Championship | Scoția                  | 2–1    | Anglia      | Glasgow, Scoția                                                            |  |
|                         | Masson 18' Dalglish 49' | Report | Channon 11' | Stadion: Hampden Park Spectatori: 85.165 Arbitru: Károly Palotai (Ungaria) |  |

| 23 maiUSA Bicentennial Tournament | Brazilia             | 1–0    | Anglia | Los Angeles, SUA                                                                       |  |
|                                   | Roberto Dinamite 89' | Report |        | Stadion: Memorial Coliseum Spectatori: 32.495 Arbitru: Hans-Joachim Weiland (Germania) |  |

| 28 maiUSA Bicentennial Tournament | Italia            | 2–3    | Anglia                        | New York, SUA                                                                       |  |
|                                   | Graziani 15', 18' | Report | Channon 46', 53' Thompson 48' | Stadion: Yankee Stadium Spectatori: 40.750 Arbitru: Hans-Joachim Weiland (Germania) |  |

| 13 iunieFIFA World Cup Qualifying Group 2 | Finlanda        | 1–4    | Anglia                                  | Helsinki, Finlanda                                                            |  |
|                                           | Paatelainen 27' | Report | Pearson 14' Keegan 30', 60' Channon 56' | Stadion: Olympic Stadium Spectatori: 24,500 Arbitru: Alfred Delcourt (Belgia) |  |

| 8 septembrieMeci amical | Anglia      | 1–1    | Republica Irlanda | Londra, Anglia                                            |  |
|                         | Pearson 45' | Report | Daly 52' (pen.)   | Stadion: Wembley Stadium Arbitru: Hugh Alexander (Scoția) |  |

| 13 octombrieFIFA World Cup Qualifying Group 2 | Anglia              | 2–1    | Finlanda     | Londra, Anglia                                                             |  |
| 20:00                                         | Tueart 4' Royle 52' | Report | Nieminen 48' | Stadion: Wembley Stadium Spectatori: 24,500 Arbitru: Ulf Eriksson (Suedia) |  |

| 17 noiembrieFIFA World Cup Qualifying Group 2 | Italia                    | 2–0    | Anglia | Roma, Italia                                                                |  |
|                                               | Antognoni 36' Bettega 77' | Report |        | Stadion: Stadio Olimpico Spectatori: 70,750 Arbitru: Abraham Klein (Israel) |  |

### 1977
| 9 FebruaryMeci amical | Anglia | 0–2    | Țările de Jos   | Londra, Anglia                                                                    |  |
| 20:00                 |        | Report | Peters 28', 36' | Stadion: Wembley Stadium Spectatori: 90.000 Arbitru: Walter Eschweiler (Germania) |  |

| 30 MarchFIFA World Cup Qualifying Group 2 | Anglia                                                     | 5–0    | Luxemburg      | Londra, Anglia                                                           |  |
| 20:00                                     | Keegan 10' Francis 58' Kennedy 63' Channon 69', 81' (pen.) | Report | Gilbert Dresch | Stadion: Wembley Stadium Spectatori: 78,500 Arbitru: Paul Bonett (Malta) |  |

| 28 maiHome Championship | Irlanda de Nord | 1–2    | Anglia                 | Belfast, Irlanda de Nord                                                  |  |
|                         | McGrath 4'      | Report | Channon 27' Tueart 86' | Stadion: Windsor Park Spectatori: 34,000 Arbitru: Brian McGinlay (Scoția) |  |

| 31 maiHome Championship | Anglia | 0–1    | Țara Galilor     | Londra, Anglia                                                            |  |
| 20:00                   |        | Report | James 44' (pen.) | Stadion: Wembley Stadium Spectatori: 48,000 Arbitru: John Gordon (Scoția) |  |

| 4 iunieHome Championship | Anglia             | 1–2    | Scoția                   | Londra, Anglia                                                                 |  |
|                          | Channon 87' (pen.) | Report | McQueen 43' Dalglish 59' | Stadion: Wembley Stadium Spectatori: 100.000 Arbitru: Károly Palotai (Ungaria) |  |

| 8 iunieMeci amical | Brazilia | 0–0    | Anglia | Rio de Janeiro, Brazilia                                 |  |
|                    |          | Report |        | Stadion: Maracanã Arbitru: Alberto Ducatelli (Argentina) |  |

| 12 iunieMeci amical | Argentina       | 1–1    | Anglia                  | Buenos Aires, Argentina                                |  |
|                     | Bertoni 15' 83' | Report | Pearson 3' · Cherry 83' | Stadion: La Bombonera Arbitru: Ramón Barreto (Uruguay) |  |

| 15 iunieMeci amical | Uruguay | 0–0    | Anglia | Montevideo, Uruguay                                  |  |
|                     |         | Report |        | Stadion: Centenario Arbitru: M. Comesena (Argentina) |  |

| 7 septembrieMeci amical | Anglia | 0–0    | Elveția | Londra, Anglia                                                                |  |
|                         |        | Report |         | Stadion: Wembley Stadium Spectatori: 90,000 Arbitru: Georges Konrath (Franța) |  |

| 12 octombrieFIFA World Cup Qualifying Group 2 | Luxemburg | 0–2    | Anglia                  | Luxembourg, Luxemburg                                                          |  |
|                                               |           | Report | Kennedy 31' Mariner 90' | Stadion: Stade Josy Barthel Spectatori: 9,250 Arbitru: Alojzy Jarguz (Polonia) |  |

| 16 noiembrieFIFA World Cup Qualifying Group 2 | Anglia                  | 2–0    | Italia | Londra, Anglia                                                                |  |
|                                               | Keegan 11' Brooking 80' | Report |        | Stadion: Wembley Stadium Spectatori: 92.000 Arbitru: Károly Palotai (Ungaria) |  |

### 1978
| 22 FebruaryMeci amical | Germania de Vest    | 2–1    | Anglia      | München, Germania                                                          |  |
|                        | Worm 79' Bonhof 86' | Report | Pearson 41' | Stadion: Olympiastadion Spectatori: 78.000 Arbitru: Franz Wöhrer (Austria) |  |

| 19 aprilieMeci amical | Anglia     | 1–1    | Brazilia | Londra, Anglia                                                               |  |
|                       | Keegan 70' | Report | Gil 10'  | Stadion: Wembley Stadium Spectatori: 92.000 Arbitru: Charles Corver (Olanda) |  |

| 13 maiHome Championship | Țara Galilor | 1–3    | Anglia                             | Cardiff, Țara Galilor                                                              |  |
|                         | Dwyer 63'    | Report | Latchford 8' Currie 82' Barnes 89' | Stadion: Ninian Park Spectatori: 17.750 Arbitru: Malcolm Moffatt (Irlanda de Nord) |  |

| 16 maiHome Championship | Anglia   | 1–0    | Irlanda de Nord | Londra, Anglia                                                            |  |
|                         | Neal 45' | Report |                 | Stadion: Wembley Stadium Spectatori: 48,000 Arbitru: John Gordon (Scoția) |  |

| 20 maiHome Championship | Scoția | 0–1    | Anglia      | Glasgow, Scoția                                                            |  |
|                         |        | Report | Coppell 82' | Stadion: Hampden Park Spectatori: 90,000 Arbitru: Georges Konrath (Franța) |  |

| 24 maiMeci amical | Anglia                                            | 4–1    | Ungaria  | Londra, Anglia                                           |  |
|                   | Barnes 10' Neal 29' (pen.) Francis 31' Currie 76' | Report | Nagy 62' | Stadion: Wembley Stadium Arbitru: René Vigliani (Franța) |  |

| 20 septembrieUEFA EC Qualifying Group 1 | Danemarca                                   | 3–4    | Anglia                                 | Copenhaga, Danemarca                                                             |  |
|                                         | Simonsen 23' (pen.) Arnesen 27' Røntved 86' | Report | Keegan 17', 22' Latchford 51' Neal 84' | Stadion: Idrætsparken Spectatori: 48.000 Arbitru: Adolf Prokop (Germania de Est) |  |

| 25 octombrieUEFA EC Qualifying Group 1 | Republica Irlanda | 1–1    | Anglia       | Dublin, Irlanda                                                               |  |
|                                        | Daly 27'          | Report | Latchford 8' | Stadion: Dalymount Park Spectatori: 48.000 Arbitru: Heinz Aldinger (Germania) |  |

| 29 noiembrieMeci amical | Anglia      | 1–0    | Cehoslovacia | Londra, Anglia                                             |  |
| 19:45                   | Coppell 69' | Report |              | Stadion: Wembley Stadium Arbitru: Erich Linemayr (Austria) |  |

### 1979
| 7 FebruaryUEFA EC Qualifying Group 1 | Anglia                                   | 4–0    | Irlanda de Nord | Londra, Anglia                                                             |  |
|                                      | Keegan 24' Latchford 46', 63' Watson 49' | Report |                 | Stadion: Wembley Stadium Spectatori: 92,000 Arbitru: Ulf Eriksson (Suedia) |  |

| 19 maiHome Championship | Irlanda de Nord | 0–2    | Anglia                 | Belfast, Irlanda de Nord                                             |  |
|                         |                 | Report | Watson 11' Coppell 14' | Stadion: Windsor Park Spectatori: 24,000 Arbitru: Ian Foote (Scoția) |  |

| 23 maiHome Championship | Anglia | 0–0    | Țara Galilor | Londra, Anglia                                                                         |  |
|                         |        | Report |              | Stadion: Wembley Stadium Spectatori: 70.250 Arbitru: Malcolm Moffatt (Irlanda de Nord) |  |

| 26 maiHome Championship | Anglia                            | 3–1    | Scoția   | Londra, Anglia                                                                                  |  |
|                         | Barnes 45' Coppell 63' Keegan 70' | Report | Wark 21' | Stadion: Wembley Stadium Spectatori: 95,000 Arbitru: António José da Silva Garrido (Portugalia) |  |

| 6 iunieUEFA EC Qualifying Group 1 | Bulgaria | 0–3    | Anglia                           | Sofia, Bulgaria                                                                |  |
|                                   |          | Report | Keegan 33' Watson 53' Barnes 54' | Stadion: Levski Stadium Spectatori: 50,000 Arbitru: Ernst Dörflinger (Elveția) |  |

| 10 iunieMeci amical | Suedia | 0–0    | Anglia | Solna, Suedia                                              |  |
|                     |        | Report |        | Stadion: Råsunda Stadium Arbitru: Erich Linemayr (Austria) |  |

| 13 iunieMeci amical | Austria                        | 4–3    | Anglia                             | Viena, Austria                                         |  |
|                     | Pezzey 19', 70' Welzl 26', 41' | Report | Keegan 27' Coppell 47' Wilkins 64' | Stadion: Praterstadion Arbitru: Alexis Ponnet (Belgia) |  |

| 12 septembrieUEFA EC Qualifying Group 1 | Anglia     | 1–0    | Danemarca | Londra, Anglia                                                                              |  |
|                                         | Keegan 17' | Report |           | Stadion: Wembley Stadium Spectatori: 82,000 Arbitru: César Correia Diaz da Luz (Portugalia) |  |

| 17 octombrieUEFA EC Qualifying Group 1 | Irlanda de Nord     | 1–5    | Anglia                                                | Belfast, Irlanda de Nord                                                 |  |
|                                        | Moreland 50' (pen.) | Report | Francis 18', 62' Woodcock 34', 71' Nicholl 74' (o.g.) | Stadion: Windsor Park Spectatori: 55,000 Arbitru: Alexis Ponnet (Belgia) |  |

| 22 noiembrieUEFA EC Qualifying Group 1 | Anglia               | 2–0    | Bulgaria | Londra, Anglia                                                                 |  |
|                                        | Watson 9' Hoddle 68' | Report |          | Stadion: Wembley Stadium Spectatori: 72,000 Arbitru: Erik Fredriksson (Suedia) |  |